# 長萃
長萃（?—?），字季超，號允升，赫舍里氏，满洲镶蓝旗人，清朝政治人物、進士出身。工部尚书吉綸之孙
光緒三年，登進士，光绪三年五月，改翰林院庶吉士。光绪六年四月，散館后，著以部属用，后任詹事府少詹事。光緒十八年，任太僕寺卿。光緒十九年，任山東鄉試正考官。光緒二十年，任內閣學士、順天鄉試副考官。光緒二十年，任吏部右侍郎。光緒二十二年，任倉場侍郎。
光緒二十六年，義和拳在北京縱火後，慈禧詔大臣庭議，許景澄、袁昶、張亨嘉主張不可用義和拳，長萃說：「此義民也，臣自通州來，通州無義民，不保矣。」載漪、載濂支持長萃的說法。次日庭議，慈禧決定稱義和拳爲義民，發內帑銀十萬兩。